# Danh sách thực vật thời tiền sử
Dưới đây là danh sách (không đầy đủ) những loài thực vật thời tiền sử.

## Devonian
- Archaeopteris

## Carboniferous
- Annularia
- Sigillaria
- Lepidodendron
- Calamites
- Sphenophyllum

## Permian
- Cordaites
- Glossopteris
- Sphenophyllum

## Triassic
- Araucarioxylon[1]
- Caytoniales (extinct at the end of the Cretaceous)
- Cladophlebis
- Zamites
- Brachyphyllum
- Pleuromeia
- Pannaulika
- Sphenophyllum

## Jurassic
- Araucaria mirabilis[2]
- Araucarites sanctaecrucis[2]
- Baiera
- Coniopteris
- Cycadeoidea
- Czekanowskia
- Eboracia
- Equisetum thermale (La Matilde Formation, Argentina)[3]
- Gleichenites
- Neocalamites
- Nilssonia
- Pararaucaria patagonica[2]
- Pterophyilum
- Schmeissneria

## Cretaceous
- Archaeamphora (Northeastern China)
- Archaeanthus
- Archaefructus
- Ephedrites
- Liaoningocladus
- Orontium mackii (Maastrictian?, McRea Formation, North America)[4]
- Palaeoaldrovanda (Czech Republic)
- Pagiophyllum
- Pityocladus
- Podozamites
- Sagaria (Southern Italy)
- Sphenobaiera
- Williamsonia
- Williamsoniella

## Paleocene
- Acer alaskense (Chickaloon Formation, Alaska) [5]
- Banksieaeidites (Australia) (species through the Miocene)
- Cornus piggae (Almont/Biecegal Creek, North America)[6]
- Pinus peregrinus (Golden Valley Formation)[7]
- Ginkgo cranei (Sentinel Butte Formation)[8]
- Metasequoia foxii (Paskapoo Formation, Alberta)[9]
- Montrichardia aquatica (Cerrejón Formation, Colombia)[10]
- Petrocardium (Cerrejón Formation, Colombia)[10]

## Eocene
- Acer castorrivularis (Montana, North America)[5]
- Acer clarnoense (John Day Formation, North America)[5]
- Acer douglasense (West Foreland Formation, Alaska, North America)[5]
- Acer hillsi (Klondike Mountain Formation, Washington, North America)[5]
- Acer republicense (Klondike Mountain Formation, Washington, North America)[5]
- Acer rousei (Allenby Formation, McAbee Site, British Columbia, North America)[5]
- Acer stewarti (Allenby Formation, British Columbia, North America)[5]
- Acer stonebergae (Okanagan Highlands, North America)[5]
- Acer taurocursum (Bull Run flora, North America)[5]
- Acer toradense (Okanagan Highlands, North America)[5]
- Acer washingtonense (Klondike Mountain Formation, Washington, North America)[5]
- Actinidia oregonensis (Central Oregon, USA)[11]
- Azolla primaeva (British Columbia, Canada)[12]
- Abies milleri (British Columbia, Canada; Washington, USA)[13]
- Banksia archaeocarpa (Australia)[cần dẫn nguồn]
- Chamaecyparis eureka (Axel Heiberg Island, Canada)[14]
- Corylopsis readae (Klondike Mountain Formation, Washington, North America)[15]
- Cornus clarnensis (Central Oregon, USA)[11]
- Coryloides (Central Oregon, USA)[11]
- Corylus johnsonii (Washington, USA)[16]
- Dillhoffia (British Columbia, Canada; Washington, USA)[17]
- Diploporus (Paleocene-Eocene; Sentinel Butte Formation, Clarno Formation)[11]
- Eucommia eocenica (Claiborne Formation, southeastern North America)[18]
- Eucommia montana (Western North America)[18]
- Eucommia jeffersonensis (John Day Formation, Oregon, North America)[18]
- Eucommia rolandii (North America)[18]
- Fothergilla malloryi (Klondike Mountain Formation, Washington, North America)[15]
- Ginkgo dissecta (Ypresian, Okanagan Highlands)[19]
- Kardiasperma (Central Oregon, USA)[11]
- Langeria magnifica (Okanagan highlands, north America)[20]
- Nelumbo aureavallis (North Dakota, North America)[7]
- Neviusia dunthornei (Allenby Formation, North America)[21]
- Orontium wolfei (Okanagan Highlands)[4]
- Paleopanax (Central Oregon, USA)[11]
- Peltandra primaeva (North Dakota, USA)[7]
- Pinus driftwoodensis (Driftwood Canyon Provincial Park, British Columbia)[22]
- Rhizomnium dentatum (Baltic amber, Europe)[23]
- Rhus malloryi  (Washington, USA)[20]
- Rhus rooseae (Central Oregon, USA)[11]
- Sassafras hesperia (Okanogan Highlands)[20]
- Saxonipollis ("East Germany")[cần dẫn nguồn]
- Stonebergia (British Columbia, Canada) [24]
- Taxus masonii (Central Oregon, USA)[11]
- Tilia johnsoni  (Washington, USA)[20]
- Torreya clarnensis (Central Oregon, USA)[11]
- Trochodendron drachuckii (Okanogan Highlands)[25]
- Trochodendron nastae (Washington, USA)[26]

## Oligocene
- Acer ashwilli (John Day Formation, Oregon)[5]
- Acer chaneyi (Oligocene to Miocene)[5]
- Acer dettermani (Late Eocene - Early Oligocene; Meshik Volcanics, Alaska)[5]
- Acer ivanofense (Late Eocene - Early Oligocene; Meshick Volcanics, Alaska)[5]
- Acer kenaicum (Oligocene; Kenai Group, Alaska)[5]
- Banksia novae-zelandiae (South Island, New Zealand) (Straddles the Oligocene-Miocene boundary)

## Miocene
- Acer browni (western North America)[5]
- Acer latahense (western North America)[5]
- Acer smileyi (Late Oligocene-Middle Miocene; western North America)[5]
- Acer traini (western North America)[5]
- Carya washingtonensis (Washington State, North America)[27]
- Droserapites (Taiwan)
- Droserapollis (Taiwan)
- Hymenaea allendis (Late Oligocene - early Eocene; Mexican Amber)[28]
- Hymenaea mexicana (Late Oligocene - early Eocene; Mexican Amber)[28]
- Hymenaea protera (Dominican amber)
- Osmunda wehrii (Yakima Canyon Flora, North America)[29]
- Palaeoraphe (Dominican Republic)[30]
- Roystonea palaea (Dominican amber)[30]
- Sequoiadendron chaneyi (Western North America)[31]
- Wessiea yakimaensis (Yakima Canyon Flora, North America)[32]

## Pliocene
- Acer palaeorufinerve (Miocene - Pliocene; East Asia and possibly Alaska?)[5]
- Pinus matthewsii[33]

## Pleistocene
- Banksia kingii (Western Tasmania)
- Banksia strahanensis (Western Tasmania)
- Picea critchfieldi (North America)